# Мир, Андрес
Андрес Мир Бель (исп. Andrés Mir Bel, род. 25 января 1987, Сарагоса) — испанский хоккеист на траве, игрок национальной сборной Испании в 2010—2016 годах, участник двух летних Олимпийских игр. На клубном уровне представлял команды Club de Campo (Мадрид) и Delhi Waveriders (Дели).

## Биография
Андрес Мир родился 25 января 1987 года в Сарагосе. На клубном уровне выступал за мадридскую команду Club de Campo, также в течение некоторого времени играл в Индии за местный клуб Delhi Waveriders.
Дебютировал в составе взрослой испанской национальной сборной сезоне 2010 года, когда впервые сыграл в Евролиге и побывал на чемпионате мира в Нью-Дели, где испанцы, тем не менее не смогли выйти в плей-офф, заняв третье место в своей группе.
Благодаря череде удачных выступлений в 2012 году Мир удостоился права защищать честь страны на летних Олимпийских играх в Лондоне. На групповой стадии мужского хоккея на траве выиграл со своей командой у сборных ЮАР и Аргентины, тогда как встречи с Пакистаном и Великобританией закончились ничьей, а Австралии Испания проиграла с разгромным счётом 0:5. Таким образом, испанцы расположились на третьей строке в своей группе и выбыли из борьбы за медали. В матче за пятое место со счётом 2:5 уступили сборной Бельгии.
После лондонской Олимпиады Андрес Мир остался в главной хоккейной команде Испании и продолжил принимать участие в крупнейших международных турнирах. Так, в 2013 году он играл в полуфинале Мировой лиги и на чемпионате Европы в Боме, в 2014 году занял восьмое место на чемпионате мира в Гааге, позже был шестым на чемпионате европейских наций 2015 года.
В 2016 году вместе с испанской национальной сборной отправился представлять страну на Олимпийских играх в Рио-де-Жанейро. На сей раз испанцы благополучно преодолели групповую стадию, взяв верх над Бразилией, Австралией, Новой Зеландией и проиграв только Бельгии, которая и заняла первую строку в итоговой таблице. Однако в четвертьфинале Испания со счётом 1:2 уступила Аргентине и на этом покинула олимпийский турнир.